# Stiftung für Korruptionsbekämpfung

Logo des ФБК / FBK

Die Stiftung für Korruptionsbekämpfung  (russisch Фонд борьбы с коррупцией Fond borby s korrupzijei, wiss. Transliteration Fond bor'by s korrupciej; Abk. ФБК / FBK) ist eine russische Non-Profit-Organisation (NPO; deutsch: nicht gewinnorientierte Organisation), die 2011 in Moskau, Russland, von dem politischen Aktivisten Alexei Nawalny gegründet wurde, um die Korruption hochrangiger russischer Regierungsbeamter zu untersuchen und aufzudecken. Die Anti-Korruptions-Stiftung hat eine Reihe von Dokumentarfilmen produziert, die die Korruption aufdeckten, aber von der russischen Regierung unterdrückt wurden.
Am 26. April 2021 ordnete das Moskauer Stadtgericht an, dass alle lokalen Aktionsgruppen der Antikorruptionsstiftung ihre Aktivitäten einstellen müssen, nachdem der Staatsanwalt bei Gericht beantragt hatte, Nawalnys Gruppe als extremistische Organisation einzustufen. Am 9. Juni 2021 wurde die Anti-Korruptions-Stiftung vom Gericht als extremistische Organisation eingestuft und verboten.
Der für die Stiftung tätige Leonid Wolkow war Berater des ehemaligen Kreml-Kritikers Nawalny.
Am 11. Juli 2022 kündigte Nawalny die Neuformierung der Stiftung für Korruptionsbekämpfung (FBK) als internationale Organisation an. Am 1. Juni 2023 hat das Justizministerium die Anti-Corruption Foundation International in die Liste der unerwünschten Organisationen aufgenommen; Anfang Dezember 2022 wurde die ACF International zum „ausländischen Agenten“ erklärt.
In der Investigativabteilung der Stiftung arbeitet Marija Pewtschich. Die Organisation wird von Nawalnys Witwe Julija Nawalnaja geleitet. Im April 2025 wurden vier Journalisten, denen eine Zusammenarbeit mit der ACF zur Last gelegt wurde, zu fünfeinhalb Jahren Haft verurteilt.